# Tunarii Vechi, Dolj
Tunarii Vechi este un sat în comuna Poiana Mare din județul Dolj, Oltenia, România. Se află în partea de sud-vest a județului, în Lunca Dunării.
Localitatea TUNARI a luat ființă în jurul anilor 1600, când Domnitorul Mihai Viteazul, conform unei legende, s-ar fi aflat cu oastea sa pe aceste meleaguri în scopul atacării Cetății Baba Vida din Bulgaria și zădărnicirii invaziei hoardelor otomane peste fluviul Dunărea, ce luau pradă din bunurile localnicilor.
După cum se relatează în monografia comunei Poiana Mare din județul Dolj despre localitatea Tunari, rezultă că un anume notar pe nume Bulat Stan, care a funcționat în localitate la începutul sec.XX până după cel de al doilea război mondial, ar fi deținut un hrisov cu pecetea lui Mihai Viteazul, care atesta actul de danie către un oștean de al său, pe nume Stan tunaru, participant la acțiunile precizate mai sus. Acest hrisov l-ar fi dat notarul unui profesor universitar Toma G. Bulat,născut în Tunari, neam cu el, de la Facultatea de Teologie din București, colecționar de înscrisuri vechi.
Revenind, se spune că în una din iernile din jurul anilor 1600 oastea lui Mihai Viteazul era amplasată în raza actualei localități, așteptând ca fluviul Dunărea să înghețe și să atace pe turcii din Cetatea Baba Vida de la Vidin, care îm atare condiții dădeau iama de multe ori prin localitățile din zona de peste Dunăre.Când apele Dunării au înghețat un anume tunar, pe nume Stan, fără să îl înștiințeze pe domnitor, a plecat cu bateria sa de tunuri ( construite cu țevi din lemn de cireș ) spre malul Dunării, unde între Calafat și Ciuperceni, a început să tragă cu ghiulele în oastea otomană care se îndrepta pe Dunărea înghețată spre teritoriul românesc. Spărgându-se gheața,  turcii s-au înnecat în apele reci ale Dunării.
Domnitorul Mihai Viteazul observând la un moment dat lipsa lui Stan tunaru din efectivele sale, supărat a trimis o iscoadă după el care s-a întors și i-a povestit cele întâmplate și relatate mai sus. La venirea lui Stan tunarul pe locurile unde era cantonată întreaga sa oaste, domnitorul l-a îmbrăișat și l-a felicitat pentru isprăvile sale și i-a făcut, așa cum se obișnuia de către domnitori, un act de danie pe pământul localității care s-a denumit initial in memoriam Tunari, astăzi purtand numele de Tunarii Vechi, întrucât în urma reformelor Domnitorului Alexandru Ioan Cuza s-a mai înființat, pentru noii însurăței, localitatea Tunarii Noi, la 3 Km spre nord. 
Urmare a reorganizarii  teritoriale din anul 1968, comuna Tunarii Vechi s-a desființat și împreună cu Tunarii Noi au devenit sate componente ale comunei Poiana Mare.
Satul sau localitarea Tunari s-a mai numit la inceput TUNARU, dupa cum reese din amprentele unei ștampile a autorității locale de la sfârsitul secolului al XIX, probabil in amintirea viteazului tunar.
Pâna in anul 1859, anul Unirii Principatelor romanești sub Domnitorul Alexandru Ioan Cuza,satul Tunari a existat pe un alt amplasament, spre sud-west,la 1 km,în punctul denumit SILIȘTEA-azi Ilaru. Aici, există o cruce din piatră, de 2m inălțime, materializând,prin grija boierului Radu Mucica,locul Bisericii și centrul satului.Pe cruce sunt încrustate cu dalta,numele locului și satului, anul 1858 și numele boierului.Iată textul : "PE LOCUL ACESTA ZIS SILISTEA PANA LA ANUL 1858 A FOST SATUL TUNARI IN SATUL TUNARI INAINTE DE 1858 A TRAIT SI ESTE INMORMANTAT AICI UNDE A FOST BISERICA SATULUI RADU MUCICA PROPRIETAR ".